# Alapító atyák

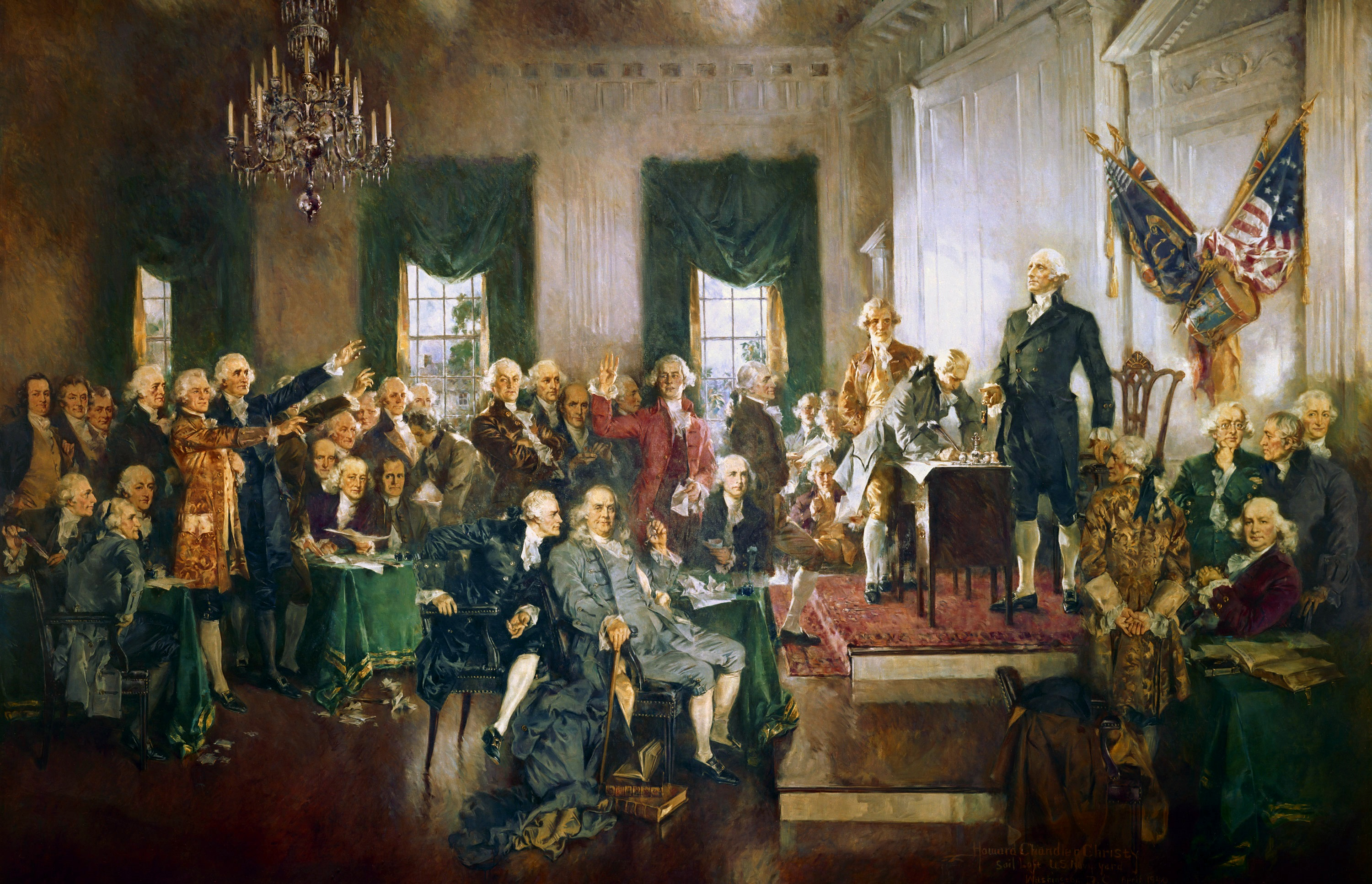
Az Egyesült Államok alkotmányának aláírása, Howard Chandler Christy festményén

Az amerikai történelem alapító atyák (Founding Fathers) néven tartja számon az Amerikai Egyesült Államok azon politikai vezetőit, akik aláírták a függetlenségi nyilatkozatot vagy az USA alkotmányát. Richard B. Morris történész 1973-ban a következő hét személyt nevezte meg alapító atyákként: John Adams, Benjamin Franklin, Alexander Hamilton, John Jay, Thomas Jefferson, James Madison és George Washington.

## Történet
Az Amerikai Egyesült Államok első öt elnöke közül mindannyian részt vettek a függetlenség kivívásának katonai vagy politikai küzdelmeiben. John Adams kivételével mind virginiai ültetvényesek voltak. Közös vonásuk, hogy republikánus nézeteket vallottak, tagadták a születés arisztokráciájának elvét, azt vallották, hogy az igazságos kormányzat a kormányzottak beleegyezésével nyeri hatalmát és úgy vélték, a kormányzás csak azon kevesek feladata lehet, akiket a műveltség és a nagyobb tulajdon erre képessé tesz. További közös vonásuk, hogy a felvilágosodás neveltjei voltak, abban hittek, hogy a társadalom tagjait az ész és nem az érdek mozgatja. Ezért feleslegesnek tartották a politikai pártokat, ezért az alkotmány sem említi ezeket.
Mégis létrejött a függetlenekből a Federalista Párt, ugyanis az első választásokkor még nem volt egyértelműen szabályozva az elektori szavazatok intézménye, így fordulhatott elő, hogy az elnök és az alelnök nem egy párthoz tartozott. A Federalista Pártnak nagy érdeme volt az új kormányzat megszilárdításában, valamint lehetővé tette a kereskedelem és az ipar fejlődését. Mivel azonban az elit pártjaként nem vette figyelembe a társadalom demokratikus igényeit, 1801-től át kellett adniuk a hatalmat ellenfeleiknek.
Amikor 1789-ben George Washingtont beiktatták hivatalába, az Amerikai Egyesült Államok agrárország volt, mely önellátásra és a nyersanyagok exportálására rendezkedett be. Lakosainak száma a 4 millió főt sem érte el, s csupán nyolc városnak volt 8000-nél több lakosa. Az új ország nemzetközi tekintélye csekély volt, ugyanis a függetlenség kivívása után feloszlatta hadseregét és hadiflottáját. Fővárosa sem volt, először New York-ban, majd Philadelphiában székelt a kormány, végül George Washington kijelölt egy területet a szövetségi főváros számára. Mire James Monroe elnöksége letelt, az Egyesült Államok területe a kétszeresére, a népesség a két és félszeresére nőtt, míg a tagállamok száma 13-ról 24-re emelkedett. Az angolokkal vívott 1812–1815-ös háború után megnőtt az ország nemzetközi tekintélye. Északkeleten megindult az iparosodás, a déli államok a világ legnagyobb gyapotexportáló területévé váltak, kiterjed az ország területe a Mississippin túlra, elkészült a Nagy-tavak és az Atlanti-óceán közötti csatorna.

## A definíció változása

### Aláírók

A függetlenségi nyilatkozat aláírói

Az Amerikai Egyesült Államok Nemzeti Archívuma három dokumentumot jelölt meg, mint a legfontosabbak az ország megalakulásakor: a függetlenségi nyilatkozat, az Egyesült Államok alkotmánya és a Bill of Rights. Ezek mellett később ezek közé helyezték a konföderációs cikkelyek dokumentumot is. Azokat, akik aláírták az alkotmány, a konföderációs cikkelyek vagy a függetlenségi nyilatkozat dokumentumhármas legalább egyikét, általában alapító atyának tekintik.
| Name                         | Tartomány/Állam | F.Ny. (1776) | K.C. (1777) | Alk. (1787) |
| ---------------------------- | --------------- | ------------ | ----------- | ----------- |
| Andrew Adams                 | Connecticut     |              | Igen        |             |
| John Adams                   | Massachusetts   | Igen         |             |             |
| Samuel Adams                 | Massachusetts   | Igen         | Igen        |             |
| Thomas Adams                 | Virginia        |              | Igen        |             |
| Abraham Baldwin              | Georgia         |              |             | Igen        |
| John Banister                | Virginia        |              | Igen        |             |
| Josiah Bartlett              | New Hampshire   | Igen         | Igen        |             |
| Richard Bassett              | Delaware        |              |             | Igen        |
| Gunning Bedford Jr.          | Delaware        |              |             | Igen        |
| John Blair Jr.               | Virginia        |              |             | Igen        |
| William Blount               | Észak-Karolina  |              |             | Igen        |
| Carter Braxton               | Virginia        | Igen         |             |             |
| David Brearley               | New Jersey      |              |             | Igen        |
| Jacob Broom                  | Delaware        |              |             | Igen        |
| Pierce Butler                | Dél-Karolina    |              |             | Igen        |
| Charles Carroll              | Maryland        | Igen         |             |             |
| Daniel Carroll               | Maryland        |              | Igen        | Igen        |
| Samuel Chase                 | Maryland        | Igen         |             |             |
| Abraham Clark                | New Jersey      | Igen         |             |             |
| William Clingan              | Pennsylvania    |              | Igen        |             |
| George Clymer                | Pennsylvania    | Igen         |             | Igen        |
| John Collins                 | Rhode Island    |              | Igen        |             |
| Francis Dana                 | Massachusetts   |              | Igen        |             |
| Jonathan Dayton              | New Jersey      |              |             | Igen        |
| John Dickinson               | Delaware        |              | Igen        | Igen        |
| William Henry Drayton        | Dél-Karolina    |              | Igen        |             |
| James Duane                  | New York        |              | Igen        |             |
| William Duer                 | New York        |              | Igen        |             |
| William Ellery               | Rhode Island    | Igen         | Igen        |             |
| William Few                  | Georgia         |              |             | Igen        |
| Thomas Fitzsimons            | Pennsylvania    |              |             | Igen        |
| William Floyd                | New York        | Igen         |             |             |
| Benjamin Franklin            | Pennsylvania    | Igen         |             | Igen        |
| Elbridge Gerry               | Massachusetts   | Igen         | Igen        |             |
| Nicholas Gilman              | New Hampshire   |              |             | Igen        |
| Nathaniel Gorham             | Massachusetts   |              |             | Igen        |
| Button Gwinnett              | Georgia         | Igen         |             |             |
| Lyman Hall                   | Georgia         | Igen         |             |             |
| Alexander Hamilton           | New York        |              |             | Igen        |
| John Hancock                 | Massachusetts   | Igen         | Igen        |             |
| John Hanson                  | Maryland        |              | Igen        |             |
| Cornelius Harnett            | Észak-Karolina  |              | Igen        |             |
| Benjamin Harrison V          | Virginia        | Igen         |             |             |
| John Hart                    | New Jersey      | Igen         |             |             |
| John Harvie                  | Virginia        |              | Igen        |             |
| Joseph Hewes                 | Észak-Karolina  | Igen         |             |             |
| Thomas Heyward Jr.           | Dél-Karolina    | Igen         | Igen        |             |
| Samuel Holten                | Massachusetts   |              | Igen        |             |
| William Hooper               | Észak-Karolina  | Igen         |             |             |
| Stephen Hopkins              | Rhode Island    | Igen         |             |             |
| Francis Hopkinson            | New Jersey      | Igen         |             |             |
| Titus Hosmer                 | Connecticut     |              | Igen        |             |
| Samuel Huntington            | Connecticut     | Igen         | Igen        |             |
| Richard Hutson               | Dél-Karolina    |              | Igen        |             |
| Jared Ingersoll              | Pennsylvania    |              |             | Igen        |
| William Jackson              | Dél-Karolina    |              |             | Igen        |
| Thomas Jefferson             | Virginia        | Igen         |             |             |
| Daniel of St. Thomas Jenifer | Maryland        |              |             | Igen        |
| William Samuel Johnson       | Connecticut     |              |             | Igen        |
| Rufus King                   | Massachusetts   |              |             | Igen        |
| John Langdon                 | New Hampshire   |              |             | Igen        |
| Edward Langworthy            | Georgia         |              | Igen        |             |
| Henry Laurens                | Dél-Karolina    |              | Igen        |             |
| Francis Lightfoot Lee        | Virginia        | Igen         | Igen        |             |
| Richard Henry Lee            | Virginia        | Igen         | Igen        |             |
| Francis Lewis                | New York        | Igen         | Igen        |             |
| Philip Livingston            | New York        | Igen         |             |             |
| William Livingston           | New Jersey      |              |             | Igen        |
| James Lovell                 | Massachusetts   |              | Igen        |             |
| Thomas Lynch Jr.             | Dél-Karolina    | Igen         |             |             |
| James Madison                | Virginia        |              |             | Igen        |
| Henry Marchant               | Rhode Island    |              | Igen        |             |
| John Mathews                 | Dél-Karolina    |              | Igen        |             |
| James McHenry                | Maryland        |              |             | Igen        |
| Thomas McKean                | Delaware        | Igen         | Igen        |             |
| Arthur Middleton             | Dél-Karolina    | Igen         |             |             |
| Thomas Mifflin               | Pennsylvania    |              |             | Igen        |
| Gouverneur Morris            | New York        |              | Igen        |             |
| Gouverneur Morris            | Pennsylvania    |              |             | Igen        |
| Lewis Morris                 | New York        | Igen         |             |             |
| Robert Morris                | Pennsylvania    | Igen         | Igen        | Igen        |
| John Morton                  | Pennsylvania    | Igen         |             |             |
| Thomas Nelson Jr.            | Virginia        | Igen         |             |             |
| William Paca                 | Maryland        | Igen         |             |             |
| Robert Treat Paine           | Massachusetts   | Igen         |             |             |
| William Paterson             | New Jersey      |              |             | Igen        |
| John Penn                    | Észak-Karolina  | Igen         | Igen        |             |
| Charles Pinckney             | Dél-Karolina    |              |             | Igen        |
| Charles Cotesworth Pinckney  | Dél-Karolina    |              |             | Igen        |
| George Read                  | Delaware        | Igen         |             | Igen        |
| Joseph Reed                  | Pennsylvania    |              | Igen        |             |
| Daniel Roberdeau             | Pennsylvania    |              | Igen        |             |
| Caesar Rodney                | Delaware        | Igen         |             |             |
| George Ross                  | Pennsylvania    | Igen         |             |             |
| Benjamin Rush                | Pennsylvania    | Igen         |             |             |
| Edward Rutledge              | Dél-Karolina    | Igen         |             |             |
| John Rutledge                | Dél-Karolina    |              |             | Igen        |
| Nathaniel Scudder            | New Jersey      |              | Igen        |             |
| Roger Sherman                | Connecticut     | Igen         | Igen        | Igen        |
| James Smith                  | Pennsylvania    | Igen         |             |             |
| Jonathan Bayard Smith        | Pennsylvania    |              | Igen        |             |
| Richard Dobbs Spaight        | Észak-Karolina  |              |             | Igen        |
| Richard Stockton             | New Jersey      | Igen         |             |             |
| Thomas Stone                 | Maryland        | Igen         |             |             |
| George Taylor                | Pennsylvania    | Igen         |             |             |
| Edward Telfair               | Georgia         |              | Igen        |             |
| Matthew Thornton             | New Hampshire   | Igen         |             |             |
| Nicholas Van Dyke            | Delaware        |              | Igen        |             |
| George Walton                | Georgia         | Igen         |             |             |
| John Walton                  | Georgia         |              | Igen        |             |
| George Washington            | Virginia        |              |             | Igen        |
| John Wentworth Jr.           | New Hampshire   |              | Igen        |             |
| William Whipple              | New Hampshire   | Igen         |             |             |
| John Williams                | Észak-Karolina  |              | Igen        |             |
| William Williams             | Connecticut     | Igen         |             |             |
| Hugh Williamson              | Észak-Karolina  |              |             | Igen        |
| James Wilson                 | Pennsylvania    | Igen         |             | Igen        |
| John Witherspoon             | New Jersey      | Igen         | Igen        |             |
| Oliver Wolcott               | Connecticut     | Igen         | Igen        |             |
| George Wythe                 | Virginia        | Igen         |             |             |

#### Egyéb delegáltak
Az alkotmánygyűlésen ötvenöt delegált vett részt. Ezek közül az alábbi tizenhat nem írta alá a dokumentumot. Hárman nem voltak hajlandóak, míg a többiek idő előtt távoztak, tüntető jelleggel vagy személyes okokból. Ettől függetlenül egyes történészek mindannyiukat alapító atyának tekintik.
| - William Richardson Davie, North Carolina - Oliver Ellsworth, Connecticut - Elbridge Gerry, Massachusetts - William Houston, New Jersey - William Houstoun, Georgia - John Lansing, Jr., New York - Alexander Martin, North Carolina - Luther Martin, Maryland | - George Mason, Virginia - James McClurg, Virginia - John Francis Mercer, Maryland - William Pierce, Georgia - Edmund Randolph, Virginia - Caleb Strong, Massachusetts - George Wythe, Virginia - Robert Yates, New York |

### Nők
Nők, akiket történészek elfogadtak, mint alapító anyák:
- Abigail Adams, John Adams amerikai elnök felesége és legfontosabb tanácsadója
- Mercy Otis Warren, szerző